# 菊川 (金沢市)
菊川（きくがわ）は、石川県金沢市の町名。現行行政地名は菊川1丁目から2丁目。全域で住居表示実施済み。郵便番号は920-0967。

## 概要
菊川は、幸町・本多町・笠舞・清川町・法島町・城南に囲まれている。

## 歴史

### 旧町名の概要
菊川町（きくがわちょう）
- 地子町

梅ヶ枝町（うめがえちょう）
- 地子町

松本町（まつもとちょう）
- 地子町

犀川上川除町（さいがわかみかわよけまち）
- 地子町

早道町（はやみちまち）
- 地子町

川上新町一～三丁目（かわかみしんまちいち～さんちょうめ）
- 地子町

台所町一～七番丁（だいどころまちいち～ななばんちょう）
- 地子町

石浦新町（いしうらしんまち）
- 地子町

上・中・下主馬町、主馬町広丁（かみ・なか・しもしゅめまち、しゅめまちひろちょう）
- 武家地

長柄町（ながえまち）
- 地子町

新長柄町（しんながえまち）
- 地子町

上本多町川御亭（かみほんだまちかわおちん）
- 武家地

### 沿革
- 1964年（昭和39年）4月1日 - 住居表示実施により、川上新町一丁目・川上新町二丁目・川上新町三丁目・台所町三番丁・台所町四番丁・台所町五番丁・台所町六番丁・台所町七番丁・石浦新町・上主馬町・中主馬町・主馬町広丁・長柄町・新長柄町の全部と菊川町・梅ヶ枝町・松本町・角場川岸町・台所町二番丁・川岸町・犀川上川除町・早道町・新竪町一丁目・下主馬町・上本多町川御亭・笠舞町の各一部をもって成立[4]。

## 小中学校の校区
市立小学校に通う場合は犀桜小学校、市立中学校に通う場合は城南中学校に通う。

## 施設
- 金沢中警察署菊川交番
- 旧金沢市立菊川町小学校
  - 2019年3月をもって金沢市立新竪町小学校と合併、校舎跡地に新設校の金沢市立犀桜小学校新校舎が建設され2021年度中に完成する予定[5]

## 交通

### バス
- 北鉄バス（北陸鉄道・北鉄金沢バス・北鉄白山バス）　思案橋、猿丸神社前、菊川一丁目バス停
- 金沢ふらっとバス菊川ルート　菊川町公民館、川上広見、犀川大通りバス停

### 道路
- 犀川大通り（金沢市道）